# Província de Santa Elena
La província de Santa Elena és una de les 24 províncies que conformen la República de l'Equador. És situada a l'occident del país, a la zona geogràfica coneguda com a regió litoral o costa. La capital n'és la ciutat de Santa Elena, mentre que la ciutat més gran i poblada és La Libertad. Té una extensió de 3.763 km². Limita al nord amb la província de Manabí, a l'oest amb la del Guayas, i a l'oest i el sud amb l'oceà Pacífic al llarg d'una franja costanera d'uns 150 quilòmetres.
La província de Santa Elena té una població de 308.693 persones, segons l'últim cens nacional (2010). Està constituïda per 3 cantons, amb les seves respectives parròquies urbanes i rurals. És la província de creació més recent de l'estat: fou creada a partir de la zona més occidental de la província del Guayas el 7 de novembre de 2007.
Les activitats principals de la província són el comerç, la indústria, la pesca i el turisme. La península té alguns ports pesquers: Santa Rosa, San Pedro i Chanduy en són els més importants. Pel que fa al turisme, els seus balnearis reben aproximadament 80.000 turistes per temporada.

## Procés de provincialització
La provincialització havia estat una aspiració per part de bona part de peninsulars, que durant dècades havien impulsat aquest procés per diferents mitjans institucionals, però els partits que governaven la província del Guayas, de la qual Santa Elena es volia separar, acostumaven a bloquejar les propostes. El procés de provincialització es va dur a terme després de diverses manifestacions i pressions per part dels peninsulars. El 12 d'octubre de 2007 van bloquejar el pas de vehicles a la península per la carretera Guayaquil-Santa Elena i es van produir alguns disturbis.
La provincialització va generar controvèrsia i especulacions sobre la seva eficàcia per al progrés econòmic i polític de la província, ja que es desvincula de Guayaquil, ciutat amb el major moviment econòmic del país, fet que generaria pèrdues econòmiques segons els detractors de la provincialització. Amb 57 vots a favor (la majoria de partits de centre-esquerra i esquerra), 30 abstencions i tres en contra, de 100 en total, es va aprovar al Congrés Nacional, el 17 d'octubre de 2007, el primer article del projecte de provincialització de la península de Santa Elena. El 7 de novembre de 2007 es va publicar en el Registre Oficial de la República, la creació de Santa Elena com província.

## Organització territorial
La província es divideix en 3 cantons: 
| Cantó       | Població (2010) | Superfície (km²) | Capital cantonal | Població (2010) |
| ----------- | --------------- | ---------------- | ---------------- | --------------- |
| La Libertad | 95.942          | 26               | La Libertad      | 95.942          |
| Salinas     | 68.675          | 97               | Salinas          | 34.719          |
| Santa Elena | 144.076         | 3.880            | Santa Elena      | 39.681          |